# Laghi e dighe della Svizzera
     Reno (Aar)
     Rodano (Doubs, Arve, Venoge)
     Po (Ticino, Diveria, Poschiavino, Mera)
     Adige (Rio Ram)
     Danubio (Inn)

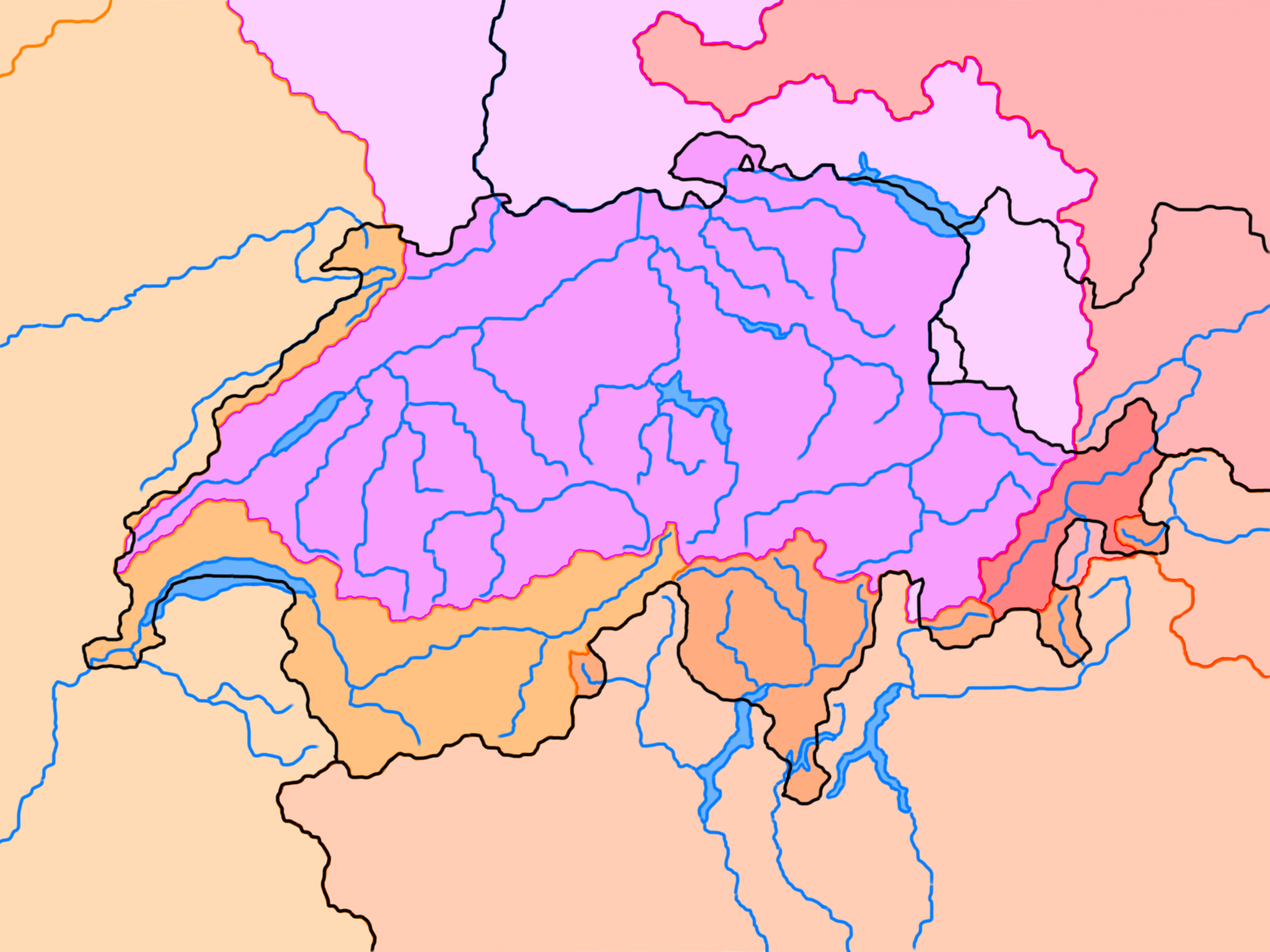
I bacini idrografici della Svizzera:
Reno (Aar)
Rodano (Doubs, Arve, Venoge)
Po (Ticino, Diveria, Poschiavino, Mera)
Adige (Rio Ram)
Danubio (Inn)

Lista dei laghi e delle dighe della Svizzera.

## Laghi naturali
Lista dei laghi naturali della Svizzera con superficie superiore a 1 km².
| Nome                            | Cantone/i / Paese                                                          | Bacino idrografico | Superficie in km² | Altitudine m s.l.m. | Profondità massima in m |
| ------------------------------- | -------------------------------------------------------------------------- | ------------------ | ----------------- | ------------------- | ----------------------- |
| Lago Lemano (o di Ginevra)      | Canton Ginevra, Canton Vaud, Canton Vallese, Francia                       | Rodano             | 584               | 372                 | 310                     |
| Lago di Costanza (o Bodensee)   | Canton San Gallo, Canton Turgovia, Austria, Germania                       | Reno               | 539               | 396                 | 252                     |
| Lago di Neuchâtel               | Canton Berna, Canton Friburgo, Canton Neuchâtel, Canton Vaud               | Reno               | 218               | 429                 | 153                     |
| Lago Maggiore (o Verbano)       | Canton Ticino, Italia                                                      | Po                 | 212               | 193                 | 372                     |
| Lago dei Quattro Cantoni        | Canton Lucerna, Canton Nidvaldo, Canton Obvaldo, Canton Svitto, Canton Uri | Reno               | 114               | 434                 | 214                     |
| Lago di Zurigo                  | Canton San Gallo, Canton Svitto, Canton Zurigo                             | Reno               | 88                | 406                 | 143                     |
| Lago di Lugano (o Ceresio)      | Canton Ticino, Italia                                                      | Po                 | 49                | 270                 | 288                     |
| Lago di Thun                    | Canton Berna                                                               | Reno               | 48                | 558                 | 215                     |
| Lago di Bienne                  | Canton Berna, Canton Neuchâtel                                             | Reno               | 40                | 429                 | 74                      |
| Lago di Zugo                    | Canton Lucerna, Canton Svitto, Canton Zugo                                 | Reno               | 38                | 413                 | 198                     |
| Lago di Brienz                  | Canton Berna                                                               | Reno               | 30                | 564                 | 260                     |
| Lago di Walensee                | Canton Glarona, Canton San Gallo                                           | Reno               | 24                | 419                 | 144                     |
| Lago di Murten                  | Canton Friburgo, Canton Vaud                                               | Reno               | 23                | 429                 | 45                      |
| Lago di Sempach                 | Canton Lucerna                                                             | Reno               | 13,50             | 504                 | 87                      |
| Lago di Hallwil                 | Canton Argovia, Canton Lucerna                                             | Reno               | 10,30             | 448                 | 47                      |
| Lago di Joux - Lago dei Brenets | Canton Vaud                                                                | Reno               | 9,56              | 1004                | 34                      |
| Lago di Greifen                 | Canton Zurigo                                                              | Reno               | 8,60              | 435                 | 34                      |
| Lago di Sarnen                  | Canton Obvaldo                                                             | Reno               | 7,50              | 468                 | 52                      |
| Lago di Aegeri                  | Canton Zugo                                                                | Reno               | 7,20              | 723                 | 82                      |
| Lago di Baldegger               | Canton Lucerna                                                             | Reno               | 5,30              | 463                 | 66                      |
| Lago di Segl                    | Canton Grigioni                                                            | Danubio            | 4,10              | 1796                | 71                      |
| Lago di Pfäffikon               | Canton Zurigo                                                              | Reno               | 3,30              | 536                 | 35                      |
| Lago di Silvaplana              | Canton Grigioni                                                            | Danubio            | 3,10              | 1790                | 77                      |
| Lago di Lauerzer                | Canton Svitto                                                              | Reno               | 3,10              | 447                 | 14                      |
| Lago di Oeschinen               | Canton Berna                                                               | Reno               | 1,10              | 1578                | 44                      |

Altri laghi: 
Lago di Curnera, Lago Nero, Lago di Saint-Moritz, Lago di Sils

## Laghi artificiali e dighe
Lista dei laghi artificiali e delle dighe della Svizzera con un volume superiore ai 10 milioni di m³.
| Nome                   | Cantone / Nazione  | Volume (milioni di m³) | Altitudine (m) | Superficie (km²) | Profondità massima (m) | Nome della diga                                    | Anno di costruzione | Altezza della diga (m) |
| ---------------------- | ------------------ | ---------------------- | -------------- | ---------------- | ---------------------- | -------------------------------------------------- | ------------------- | ---------------------- |
| Lago di Dix            | Vallese            | 401                    | 2365           | 3,65             | 227                    | Diga della Grande Dixence Diga di Dixence          | 1961 1935           | 285 87                 |
| Lago di Émosson        | Vallese            | 227                    | 1930           | 3,27             | 161                    | Diga di Émosson Barberine                          | 1974 1925           | 180 79                 |
| Lago della Gruyère     | Friborgo           | 220                    | 677            | 9,60             | 75                     | Diga di Rossens                                    | 1947                | 83                     |
| Lago di Mauvoisin      | Vallese            | 211                    | 1961           | 2,08             | 180                    | Diga di Mauvoisin                                  | 1957                | 250                    |
| Lago di Lei            | Grigioni, Italia   | 197                    | 1931           | 4,12             | 133                    | Diga della Valle di Lei                            | 1961                | 141                    |
| Lago di Livigno        | Grigioni, Italia   | 165                    | 1805           | 4,71             | 119                    | Diga del Punt dal Gall                             | 1968                | 130                    |
| Lago di Wägitaler      | Svitto             | 150                    | 900            | 4,18             | 65                     | Diga di Schräh                                     | 1924                | 111                    |
| Lago di Poschiavo      | Grigioni           | 111                    | 962            | 1,98             | 84                     |                                                    |                     |                        |
| Lago del Luzzone       | Ticino             | 108                    | 1592           | 1,27             | 181                    | Diga del Luzzone                                   | 1963                | 225                    |
| Lago di Vogorno        | Ticino             | 105                    | 470            | 1,68             | 204                    | Diga di Contra                                     | 1965                | 220                    |
| Lago di Grimsel        | Berna              | 101                    | 1908           | 2,63             | 100                    | Diga di Spitallamm Diga di Seeuferegg              | 1932                | 42 114                 |
| Lago Mattmark          | Vallese            | 101                    | 2197           | 1,76             | 93                     | Diga di Mattmark                                   | 1967                | 120                    |
| Lago di Zervreila      | Grigioni           | 101                    | 1862           | 1,61             | 140                    | Diga di Zervreila                                  | 1957                | 151                    |
| Sihlsee                | Svitto             | 97                     | 889            | 10,72            | 23                     | Diga della Hühnermatt In den Schlagen              | 1937                | 17 33                  |
| Lago di Limmeren       | Glarona            | 93                     | 1857           | 1,36             | 122                    | Diga del Limmern                                   | 1963                | 146                    |
| Lago di Moiry          | Vallese            | 78                     | 2249           | 1,40             | 120                    | Diga di Moiry                                      | 1958                | 148                    |
| Lago di Göscheneralp   | Uri                | 76                     | 1792           | 1,32             | 106                    | Diga di Göscheneralp                               | 1960                | 155                    |
| Lago di Albigna        | Grigioni           | 71                     | 2163           | 1,13             | 108                    | Diga di Albigna                                    | 1959                | 115                    |
| Lago di Santa Maria    | Grigioni           | 67                     | 1908           | 1,77             | 86                     | Diga di Santa Maria                                | 1968                | 117                    |
| Lago di Schiffenen     | Friborgo           | 66                     | 532            | 4,25             | 38                     | Diga di Schiffenen                                 | 1963                | 47                     |
| Lago di Lungern        | Obvaldo            | 65                     | 688            | 2,01             | 68                     |                                                    |                     |                        |
| Lago del Sambuco       | Ticino             | 63                     | 1461           | 1,11             | 124                    | Diga del Sambuco                                   | 1956                | 130                    |
| Lago di Oberaar        | Berna              | 61                     | 2303           | 1,47             | 90                     | Diga di Oberaar                                    | 1953                | 100                    |
| Lago di Marmorera      | Grigioni           | 60                     | 1680           | 1,41             | 65                     | Diga di Marmorera (Castiletto)                     | 1954                | 91                     |
| Klöntalersee           | Glarona            | 56                     | 847            | 3,29             | 47                     | Diga di Rhodannenberg                              | 1910                | 30                     |
| Lago Ritom             | Ticino             | 54                     | 1850           | 1,49             | 69                     | Diga di Piora                                      | 1920                | 27                     |
| Lago dell'Hongrin      | Vaud               | 53                     | 1255           | 1,60             | 105                    | Diga dell'Hongrin Nord Diga dell'Hongrin Sud       | 1969                | 125 90                 |
| Lago di Tseuzier       | Vallese            | 51                     | 1777           | 0,85             | 140                    | Diga di Proz-Riond Diga di Zeuzier                 | 1957                | 20 156                 |
| Lago di Nalps          | Grigioni           | 45                     | 1908           | 0,91             | 122                    | Diga di Nalps                                      | 1962                | 127                    |
| Lago di Curnera        | Grigioni           | 41                     | 1956           | 0,81             | 136                    | Diga di Curnera                                    | 1966                | 153                    |
| Lago di Salanfe        | Vallese            | 40                     | 1925           | 1,62             | 48                     | Diga di Salanfe                                    | 1952                | 52                     |
| Lago di Gigerwald      | San Gallo          | 36                     | 1335           | 0,71             | 135                    | Diga di Gigerwald                                  | 1976                | 147                    |
| Lago del Narèt         | Ticino             | 32                     | 2310           | 0,73             | 104                    | Diga del Narèt I Diga del Narèt II                 | 1970                | 80 45                  |
| Lago del Cavagnöö      | Ticino             | 29                     | 2310           | 0,46             | 100                    | Diga del Cavagnoli                                 | 1968                | 111                    |
| Lago di Räterichsboden | Berna              | 27                     | 1767           | 0,67             | 77                     | Diga di Räterichsboden                             | 1950                | 94                     |
| Lago di Lucendro       | Ticino             | 25                     | 2134           | 0,54             | 96                     | Diga del Lucendro                                  | 1947                | 73                     |
| Lago di Wohlen         | Berna              | 25                     | 480            | 3,65             | 20                     | Diga di Mühleberg                                  | 1920                | 29                     |
| Lago di Moron          | Neuchâtel, Francia | 21                     | 716            | 0,69             | 59                     | Diga di Châtelot                                   | 1953                | 74                     |
| Lago di Toules         | Vallese            | 20                     | 1810           | 0,61             | 75                     | Diga di Les Toules                                 | 1963                | 86                     |
| Lago di Cleuson        | Vallese            | 20                     | 2186           | 0,51             | 76                     | Diga di Cleuson                                    | 1950                | 87                     |
| Lago di Gries          | Vallese            | 19                     | 2386           | 0,50             | 66                     | Diga di Gries                                      | 1965                | 60                     |
| Lago Bianco            | Grigioni           | 19                     | 2234           | 1,50             | 53                     | Diga del lago Bianco Nord Diga del lago Bianco Sud | 1912                | 15 26                  |
| Lago di Sufner         | Grigioni           | 18                     | 1401           | 0,90             | 51                     | Diga di Sufers                                     | 1962                | 58                     |
| Lago di Davos          | Grigioni           | 15                     | 1559           | 0,59             | 54                     |                                                    |                     |                        |
| Lago di Gelmer         | Berna              | 14                     | 1850           | 0,64             | 48                     | Diga di Gelmer                                     | 1929                | 35                     |
| Lago del Vieux Emosson | Vallese            | 14                     | 2205           | 0,55             | 42                     | Diga del Vieux Émosson                             | 1955                | 45                     |
| Lago di Montsalvens    | Friborgo           | 13                     | 801            | 0,74             | 50                     | Diga di Montsalvens                                | 1920                | 55                     |
| Lago Tremorgio         | Ticino             | 13                     | 1830           | 0,36             | 57                     |                                                    |                     |                        |
| Lago di Arnen          | Berna              | 11                     | 1543           | 0,45             | 50                     | Diga di Arnen                                      | 1942                | 17                     |
| Lago di Engstlen       | Berna              | 11                     | 1850           | 0,44             | 49                     |                                                    |                     |                        |